# Acalypha nemorum
Acalypha nemorum är en törelväxtart som beskrevs av Ferdinand von Mueller och Johannes Müller Argoviensis. Acalypha nemorum ingår i släktet akalyfor, och familjen törelväxter. Inga underarter finns listade i Catalogue of Life.